# كارل هارتمان (نحات)
كارل هارتمان (بالدنماركية: Carl Christian Ernst Hartmann)‏ هو نحات دنماركي، ولد في 13 سبتمبر 1837، وتوفي في 4 سبتمبر 1901 في كوبنهاغن في الدنمارك.